# Selawik
Selawik is een plaats (city) in de Amerikaanse staat Alaska, en valt bestuurlijk gezien onder Northwest Arctic Borough.

## Demografie
Bij de volkstelling in 2000 werd het aantal inwoners vastgesteld op 772.
In 2006 is het aantal inwoners door het United States Census Bureau geschat op 807, een stijging van 35 (4.5%).

## Geografie
Volgens het United States Census Bureau beslaat de plaats een oppervlakte van
8,8 km², waarvan 6,5 km² land en 2,3 km² water.

## Plaatsen in de nabije omgeving
De onderstaande figuur toont nabijgelegen plaatsen in een straal van 104 km rond Selawik.